# Екимовичский район
Екимовичский район — административно-территориальная единица в составе Западной и Смоленской областей РСФСР, существовавшая в 1929—1961 годах.
Екимовичский район был образован в составе Рославльского округа Западной области в 1929 году. Центром района было село Екимовичи. Район был образован из территорий, прежде входивших в Ельнинский и Рославльский уезды Смоленской губернии, а также Мосальский уезд Калужской губернии.
В 1930 году Рославльский округ был упразднён, и район перешёл в прямое подчинение Западной области.
1 января 1932 года к Екимовичскому району были присоединены Кохоновский и Ново-Березовский сельсоветы упразднённого Павлиновского района.
В 1937 году Екимовичский район вошёл в состав Смоленской области.
В 1961 году Екимовичский район был упразднён, а его территория передана в Рославльский район.